# Yu-Gi-Oh! Forbidden Memories
Yu-Gi-Oh! Forbidden Memories, anche conosciuto in Giappone come Yu-Gi-Oh! Shin Duel Monsters: Fuin sareshi kioku (遊戯王真デュエルモンスターズ封印されし記憶?, Yu-Gi-Oh shin Deyueru Monsutazu fūin sareshi kioku, lett. "Yu-Gi-Oh! Duel Monsters: Ricordi sigillati"), è un videogioco prodotto dalla Konami e pubblicato per la prima volta nel 1999 per la piattaforma PlayStation.

## Trama
La vicenda inizia nell'antico Egitto più o meno 5.000 anni fa. Il giocatore veste i panni di un giovane principe che ha la mania per un gioco di carte molto famoso in quel posto. Appena iniziata l'avventura il principe viene sgridato da Simon Muran il suo tutore e colui che gli ha insegnato a giocare. Dopo una lunga ramanzina si reca nel negozio a giocare a carte dove incontra Teana, una sua grande amica, e anche altri tre paesani. Dopo che il principe è uscito dal negozio, Teana lo invita nella piazza della città dove forse potrà incontrare Jono, l'altro suo migliore amico, che quella sera non si era fatto vedere al negozio. Infatti quest'ultimo si troverà proprio nella piazza a combattere contro Seto, il pupillo del mago Heishin (i maghi si dividono in maghi e gran maghi).
Jono viene duramente sconfitto e perciò propone un duello tra Seto e il principe. Seto però si rifiuta perché deve andare altrove e il principe torna a palazzo dove si scontra con Simon Muran. Se il giocatore riesce a batterlo questi gli consentirà di tornare al negozio per sfidare Seto altrimenti sarà costretto a ritornare nella sua stanza. In tutti i casi, il principe torna a palazzo e il luogo viene attaccato da Heishin e i suoi scagnozzi. Il principe tenta di fuggire ma viene fermato da Seto che gli chiede il Puzzle del Millennio. In quel momento arriva Simon Muran che consegna il puzzle al principe, il quale si mette in fuga ma viene bloccato da Heishin che lo sfida a duello. Il principe viene sconfitto poiché le carte dell'avversario sono troppo forti e gli viene ordinato di consegnargli il puzzle. Tuttavia, sotto suggerimento di Simon Muran, lo distrugge e così il principe finisce all'interno del puzzle. In questo posto diventa uno spirito che potrà uscire soltanto quando l'oggetto verrà ricomposto e sarà insieme agli altri sei oggetti.
Passati 5000 anni, un ragazzo di nome Yugi insieme al suo amico Joey ricompone il puzzle e la storia riparte durante un torneo di carte organizzato dalla Kaiba Corporation (lo stesso a cui giocava il principe). Dopo aver affrontato diversi avversari nei turni preliminari per accedere alle finali, il giorno prima dell'inizio della fase finale sopraggiunge un certo Shadi che con la Chiave del Millennio guarda nella mente di Yugi. Dopo aver notato lo spirito del principe, gli consegna sei carte bianche che sembrano apparentemente inutili. Il giorno dopo si aprono le finali e il protagonista deve vedersela con Shadi; una volta battuto la sua Chiave e la Bilancia del Millennio vengono rinchiusi in due delle carte bianche. Agli ottavi di finale si disputa un duello con Bakura e dopo la sua sconfitta cede l'Anello del Millennio. Nel turno successivo vi è Maximillion Pegasus, l'inventore del gioco di carte, il quale una volta battuto dà il suo Occhio del Millennio. Nelle semifinali viene affrontata Isis, e dopo averla battuta consegna la Collana del Millennio. Nel frattempo, nell'altra semifinale, Joey viene sconfitto da Kaiba, l'ideatore del torneo. Nella finale Yugi deve sconfiggere quest'ultimo per ottenere l'ultimo Oggetto del Millennio, lo Scettro. Una volta venuto in possesso di tutti gli oggetti, il principe viene liberato dalla sua prigionia.
La storia ricomincia qualche giorno dopo la distruzione del puzzle. Viene rivelato che i genitori del principe sono morti e che Simon Muran gli ha lasciato una mappa che gli indica un negozio simile a quello che avevo visto in precedenza ma nascosto, dato che Heishin ha distrutto la città. Nel negozio nascosto ritrova Jono e Teana che lo invitano a sfidarli a duello. Poco dopo Jono racconta che dopo la scomparsa del principe la città e il territorio circostante è stato diviso in cinque parti ognuna controllata da un gran mago dove è stato eretto un tempio a tema (montagna, prati, foresta, mare e deserto). In ogni edificio è custodito un Oggetto del Millennio che deve recuperare affrontando rispettivamente un mago semplice e un gran mago per ognuno di essi.
Una volta ottenuti tutti e cinque gli oggetti, il principe deve recuperare l'ultimo da Heishin nel suo tempio sulla montagna sopra la città, motivato anche dal fatto che Teana è stata rapita e portata lì. Dopo aver oltrepassato un intricato labirinto, appare Seto che libera Teana e spiega che in realtà non si tratta di un rapimento ma bensì di un'esca per attirarlo dentro al palazzo. Seto è intenzionato a ribellarsi ad Heishin e pensa che solo il protagonista sia in grado di sconfiggerlo. Una volta mostrata la strada per la sua stanza, il principe affronta le guardie del corpo di Heishin, i maghi Sebek e Neku, poi sconfigge lo stesso Heishin. Una volta fatto ciò, Seto scorta il principe alla tomba dei suoi genitori e lo sfida per avere tutti gli Oggetti del Millennio da lui posseduti per risvegliare una temibile creatura e dominare il mondo. Dopo lo scontro, riappare Heishin che minaccia di uccidere Seto se non gli dà tutti gli oggetti.
Dopo essere stato obbligato a cederglieli, Heishin risveglia DarkNite, la creatura che era stata sigillata in un sarcofago e che poteva ritornare alla luce soltanto avendo tutti gli Oggetti del Millennio. Questa creatura però non vuole eseguire i suoi ordini e con un incantesimo rinchiude il mago in una carta per poi bruciarlo, dopodiché sfida il principe a duello. Una volta battuta, la creatura si trasforma in Nitemare, l'essere più forte del gioco di carte, che desidera la rivincita. Terminata la battaglia, Nitemare scompare e il principe viene eletto faraone mentre di Seto non si seppe più nulla.

## Personaggi
- Il Principe: è il protagonista della storia[9]. Il suo nome viene scelto dall'utente a inizio gioco (Benché si tratti comunque del principe Atem). La sua passione è giocare a Yu-Gi-Oh!, ma visto che duella spesso in un negozio frequentato da comuni cittadini è costantemente sgridato dal suo tutore, Simon Muran.
- Simon Muran: è il tutore del principe; secondo quello che racconta nel gioco è stato lui a insegnare al principe il gioco e le tattiche[9]. Si direbbe un uomo abbastanza anziano, porta sempre una tunica che ricopre completamente il corpo, tranne mani e occhi. Lui stesso dona il Puzzle del Millennio al principe.
- Heishin: è un mago malvagio dello stesso paese del principe, e che a inizio gioco, riesce ad impossessarsi del potere ribellandosi agli ordini reali grazie ad alcuni suoi seguaci[9]. Il suo scopo è di raggruppare tutti gli oggetti del millennio per diventare il faraone e per avere il potere su tutto il mondo.
- Seto: è il braccio destro e pupillo del mago Heishin al quale però, ha intenzione di ribellarsi facendo il doppiogioco. Infatti, aiuta il principe in alcune occasioni per puro interesse aspettando il momento opportuno per mostrare le sue vere intenzioni.
- Jono: è un amico del principe che si incontra spesso nel negozio. Questo personaggio aiuta il principe nelle situazioni difficili[9].
- Teana: è la migliore amica del principe; anch'essa è una ragazza che gioca nel negozio[9].

## Modalità di gioco
Yu-Gi-Oh! Forbidden Memories non si basa completamente sulle regole del Duel Monsters, ma presenta regole un po' differenti: qualunque mostro può essere evocato senza tributo, i life points non possono superare 8.000, si possono fondere mostri e anche magie e trappole senza l'utilizzo di Polimerizzazione, ad ogni inizio di turno si pescano tante carte fino ad arrivare a cinque, alcune carte hanno effetti differenti rispetto al normale e nessun mostro presenta degli effetti ma sono tutti normali. La grafica è adatta per una piattaforma come la PlayStation. Generalmente l'avventura è piena di dialoghi con la stessa struttura grafica in 2D, mentre nei duelli ha una grafica in 3D ed è possibile anche vedere gli scontri tra i mostri, piuttosto che solo le carte in movimento. In tutto ci sono 722 carte, in prevalenza mostri, che si raccolgono nella cartoteca. Ogni volta che si vince un duello sia nella modalità avventura che nei duelli liberi, oltre alle stelle si vince anche una carta la cui potenza è uguale alle abilità dimostrate nel duello. Oltre alla classica modalità avventura c'è in alternativa il duello per due giocatori, o lo scambio di carte tra loro, che però necessita di un blocco su due memory cards.

### Le carte
Le carte vengono rappresentate in due modi diversi a seconda delle versioni. La versione giapponese le presenta come le prime carte che sono uscite qualche anno prima, mentre in Europa sono come le carte normali che vengono ancora stampate oggi. Le carte in totale sono 722, la maggior parte di esse mostri, con pochissime carte magie e trappola. Le carte e il gioco presentano alcune differenze dall'originale:
- I mostri sono tutti normali, e non hanno nessun effetto;
- Le carte magie e trappola alcune volte hanno effetti differenti dal normale;
- Non esistono tipologie di carte magia/trappola (rapida continua, contro-trappola etc.), quindi sono tutte considerate di tipo normale.
- Non esiste una lista di carte proibite o limitate (a parte Exodia, che ha una sola copia per carta nel deck);
- Le carte magie equipaggiamento aumentano attacco e difesa sempre di 500 o 1000 punti;
- I life points non possono andare oltre i 9.999 punti;
- Le carte nel mazzo devono essere necessariamente 40 (nella realtà il numero varia da 40 a 60);
- Si possono avere un massimo di 5 carte in mano;
- Ad ogni turno si deve pescare fino ad avere 5 carte in mano;
- Si possono unire mostri senza l'utilizzo della carta "Polimerizzazione";
- Si deve giocare una sola carta mostro o magia/trappola per turno;
- I mostri di livello superiore a 4 possono essere evocati senza sacrifici;
- Le carte mostro possiedono due segni (stella guardiana), cosa che non accade nella realtà; a seconda di questi segni le carte possono aumentare i loro valori di attacco e di difesa di 500 punti quando combattono;
- Le carte trappola possono essere messe scoperte;
- I mostri possono essere posizionati coperti in posizione di attacco o scoperti in posizione di difesa;
- Se i 5 blocchi per i mostri o le carte magie/trappola sono occupati, in entrambi i casi si può giocare una carta dalla mano sostituendola ad un altro mostro, magia o trappola, e per le seconde si può anche attivarle direttamente dalla mano;
- L'attacco e la difesa massima che può assumere un mostro è di 9.999 punti.

## Accoglienza
| Testata                            | Giudizio |
| ---------------------------------- | -------- |
| Metacritic (media al 26-06-2022)   | 57/100   |
| GameRankings (media al 09-12-2019) | 61.56%   |
| GamePro                            | 3/5      |
| GameSpot                           | 5.9/10   |
| GameZone (USA)                     | 6/10     |
| OPM (USA)                          | 1.5/5    |
| Jeuxvideo.com                      | 14/20    |
| Gamezone (DEU)                     | 8.2/10   |

Secondo il sito web aggregatore di recensioni Metacritic, Yu-Gi-Oh! Forbidden Memories ha un punteggio di 57/100 basato su 6 recensioni professionali indicando recensioni "contrastanti o nella media". I recensori hanno criticato la complessità del gameplay e la difficoltà per i giocatori di ottenere carte rare.
GamePro sostenne che se non si era già degli esperti, si poteva tranquillamente evitare questo gioco e tentare prima la fortuna con le carte vere. GameSpot invece lo trovò un gioco incredibilmente profondo e la possibilità di giocare con tutte le carte fisiche che si possedevano rendevano tale titolo il compagno ideale per i collezionisti accaniti che volevano vedere le loro carte sfidarsi in 3D. GameZone lo consigliò solamente a qualcuno che aveva già giocato al gioco di carte oppure a qualcuno che aveva molto tempo da passare a annotare o memorizzare le combinazioni delle carte e i risultati delle fusioni, dal momento che tutto era per tentativi ed errori. Official U.S. PlayStation Magazine lo bocciò affermando disinformazione generale sull'opera originale (ignorando che non sia solo una serie animata) e sul gioco in se, lodandone solo l'interfaccia di gioco.. Il sito francese Jeuxvideo.com avrebbe preferito che l'aspetto avventuroso fosse più chiaro mentre trovò la realizzazione piuttosto deludente, ma nonostante ciò il sistema di gioco era interessante e aveva creato un titolo davvero avvincente per chi amava gli strategici. Fu trovato come difetto l'assenza di un tutorial che potesse spiegare le basi del gameplay, il fatto che occorressero due memory card per giocare in due e che le nuove regole richiedessero di giocare prendendo appunti per evitare di provare a caso le varie combinazioni. Il sito tedesco Gamezone lo considerò un gioco di carte collezionabili pratico per i fanatici che erano stufi dei Pokémon e lo consigliò in particolar modo agli amanti del genere, mentre gli altri non sarebbero rimasti particolarmente soddisfatti.
Negli Stati Uniti e in Europa, il gioco ha venduto 2 milioni di unità nel 2004.

## Sequel
Il gioco è stato seguito da un sequel, Yu-Gi-Oh! The Duelists of the Roses, uscito per PlayStation 2 il 6 settembre 2001 in Giappone, il 16 febbraio 2003 in Nord America e il 26 settembre 2003 in Europa.